# Goring Hotel
Il Goring Hotel (pronuncia ˈgɔːr.ɪŋ) è un hotel di lusso a cinque stelle situato a Londra, in Inghilterra. Si trova nei pressi di Buckingham Palace.

## Storia
Il Goring Hotel fu aperto da Otto Richard Goring il 2 marzo 1910 e risultò essere il primo hotel al mondo in cui ogni camera poteva disporre di riscaldamento centralizzato. Nel 1914 il Goring divenne il centro di comando delle Forze Alleate, ed il contatto con il Presidente Woodrow Wilson durante la prima guerra mondiale fu installato in questo hotel. Nel 1919 Lady Randolph Churchill, madre di Winston Churchill, si trasferì al Goring Hotel. Durante la seconda guerra mondiale la Fox Film ebbe sede nell'hotel.
Nel 2011 Catherine Middleton e la famiglia trascorsero la notte prima del matrimonio con il Principe William, duca di Cambridge.
L'hotel è anche famoso per le sue colazioni tradizionali inglesi, oltre che per i pudding. La regina madre Elisabetta visitava spesso l'hotel per cenarvi.